# Футбольна Федерація Киргизстану
Футбольна Федерація Киргизстану  — організація як керує футбольною діяльністю в Киргизстані. Була заснована 25 лютого 1992 року. В 1993 році стала асоційованим членом АФК, а вже в 1994 році стала повноцінним членом міжнародних футбольних асоціацій.

## Члени
| Організація                          | Період      |
| ------------------------------------ | ----------- |
| ФІФА                                 | з 1994 року |
| АФК                                  | з 1994 року |
| Футбольна асоціація Центральної Азії | з 2015 року |

## Клубні змагання
- Топ-ліга
- Друга ліга
- Кубок Киргизстану
- Суперкубок Киргизстану

## Збірні
- Національна чоловіча збірна
- Національна жіноча збірна

## Президенти ФФК
- Амангелді Муралієв: 1992-2008
- Айбек Алибаєв: 2009-2012
- Семетей Султанов (грудень 2012 - лютий 2019)
- Канатбек Маматов (лютий 2019 - жовтень 2021)[1]
- Сидиков Медербек (жовтень 2021 - лютий 2024)
- Камчибек Ташиєв (з лютого 2024 року)[2]